# Rivoluzione tedesca del 1848-1849
La Rivoluzione tedesca del 1848-1849, conosciuta anche nelle sue prime fasi del 1848 come Rivoluzione di marzo (tedesco: Märzrevolution) è stata una rivoluzione avvenuta nel quadro delle rivoluzioni scoppiate tra il marzo 1848 e la fine dell'estate del 1849 nella Confederazione tedesca e nelle province e paesi sotto il dominio dell'Impero austriaco (Ungheria e Italia settentrionale) e in Posnania nel Regno di Prussia.
Obiettivo dei rivoluzionari era la fine del regime nobiliare, la creazione di un parlamento, la libertà di stampa e di opinione. Nonostante il fallimento, gli ideali rivoluzionari ebbero delle conseguenze sullo svolgersi dei successivi avvenimenti.

## Contesto storico
Il periodo che precedette i moti del 1848 denominato Vormärz fu segnato dalla restaurazione politica istituita dalla Santa Alleanza e in particolare dal cancelliere austriaco Metternich. A scatenare i moti rivoluzionari, contribuirono le tensioni sociali.
Salariati, artigiani, proletari avevano sofferto molto negli ultimi anni a causa dei problemi strutturali dovuti alla progressiva industrializzazione. Tra il 1845 e il 1846 la diffusa miseria delle masse nelle città fu ulteriormente aggravata da due cattivi raccolti e da una depressione economica. Violenti rivolte si sono diffuse nelle aree rurali: la popolazione rurale nella Germania centrale e meridionale, così come in Slesia, si ribellò contro signori e funzionari governativi, dovendo svolgere lavori soffocanti e pagare tasse esorbitanti. Le proteste sociali hanno dato alla rivoluzione una base popolare.

## Le rivolte

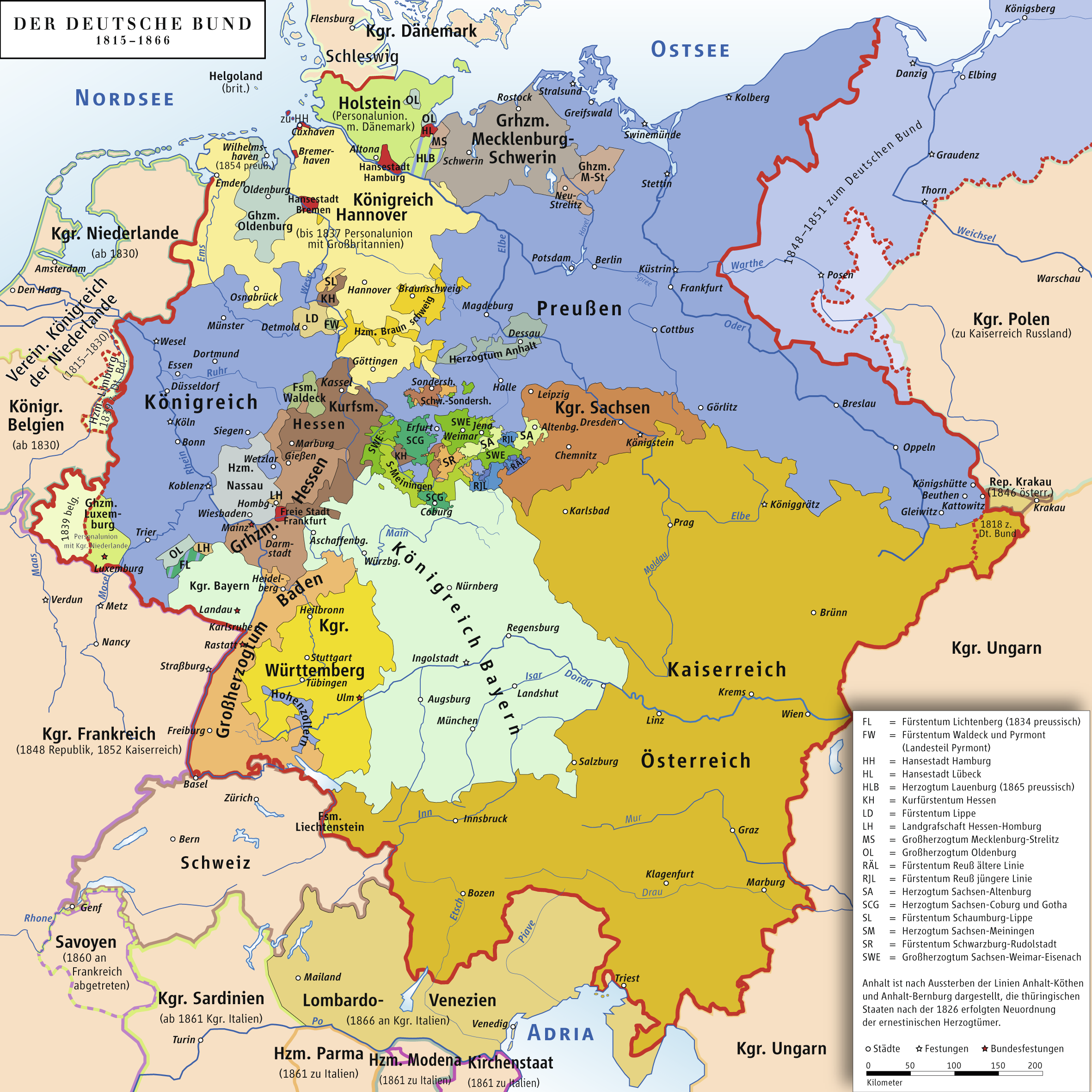
Gi stati tedeschi durante gli anni 1848-49

Dopo le rivoluzioni in Italia all'inizio di gennaio 1848 e in Francia a febbraio, gli stati tedeschi si unirono alla rivolta europea. I rivoluzionari degli stati tedeschi aspiravano alla creazione di libertà politiche e all'unità nazionale.
Nei territori della Confederazione germanica la rivolta si estese anche all'Impero austriaco, dove a Vienna una folla di studenti universitari protestò chiedendo un governo più liberale, la cacciata di Metternich dalla Cancelleria imperiale e una costituzione. I manifestanti si accalcarono intorno alla statua equestre di Giuseppe II e da lì circondarono la Hofburg, ponendola sotto un vero e proprio assedio. La famiglia reale insieme all'Imperatore Ferdinando I fuggì a Innsbruck, lasciando tutto in mano all'esercito, che da prima tentò di placare i rivoltosi e poi dopo le prime rappresaglie dei radicali fuggì in parte dalla città, e in parte si ammutinò.
Vista la determinazione dei ribelli, venne affidato il compito di sopprimere la rivolta a Vienna al Generale, poi Feldmaresciallo Windisch-Graetz, assieme a lui marciò verso la capitale asburgica anche il bano di Croazia Josip Jelačić con 40 000 uomini. Nella città intanto veniva dato fuoco agli edifici che simboleggiavano il potere imperiale e soprattutto agli uffici degli usurai, venne anche linciato e impiccato a un lampione il ministro della guerra Theodor Franz Baillet-Latour. Nel 1849 la città venne messa sotto assedio e i circa 200 cannoni aprirono il fuoco contro Vienna; una volta aperta una breccia nelle difese dei ribelli, l'esercito imperiale riuscì facilmente a sbaragliare i rimanenti uomini che si erano arroccati dietro le barricate, costruite dagli stessi ribelli durante l'occupazione della città.
In Germania la rivoluzione iniziò nel Granducato di Baden, diffondendosi in poche settimane negli altri stati della Confederazione. La rivoluzione nel Baden fu essenzialmente caratterizzata da influenze democratiche radicali: si batteva per una repubblica del Baden - e in un contesto più ampio anche della Germania - sotto la sovranità del popolo ed era diretta contro il dominio principesco. I suoi momenti salienti furono la Rivolta di Hecker nell'aprile 1848, il Putsch di Struve nel settembre 1848 e la rivolta, nota anche come "Rivoluzione di maggio", che assunse proporzioni da guerra civile nell'ambito della campagna per la costituzione del Reich a partire dal maggio 1849. La rivoluzione si concluse il 23 luglio 1849 con la repressione militare dell'ultima rivolta e la presa della fortezza di Rastadt da parte delle truppe federali sotto il comando prussiano.
La rivoluzione di marzo a Berlino fa parte delle rivoluzioni del 1848/1849 in Europa ed è un evento chiave del movimento nazionalista e di libertà tedesco. Dopo che le assemblee popolari dell'opposizione a Berlino avevano chiesto diritti di libertà alla monarchia prussiana, l'esercito intervenne contro di loro a partire dal 13 marzo 1848. Gli scontri degenerarono in battaglie di barricate il 18 e 19 marzo, che causarono diverse centinaia di vittime. Il re Federico Guglielmo IV fu infine costretto a ritirare l'esercito da Berlino e a fare concessioni politiche ai manifestanti. Il sovrano concesse la convocazione di un'assemblea costituente prussiana da eleggersi a suffragio universale maschile, ma già nel dicembre dello stesso anno la sciolse ed emanò una costituzione di stampo autoritario.
Parallelamente si sviluppò un'insurrezione polacca nel Granducato di Posen del 1848, area che faceva parte della Prussia occidentale durante i movimenti rivoluzionari del 1848 e che venne rapidamente repressa dall'esercito prussiano. Una di queste fu la fine delle ultime prerogative del Granducato nello Stato prussiano. Tra i polacchi prevalse sempre più l'opinione che un rovesciamento violento non fosse possibile. Si optò invece per il concetto di lavoro organico all'interno del sistema giuridico esistente. In Germania, c'era stata una grande simpatia per la Polonia. Durante la rivoluzione ci furono vivaci dibattiti sulla questione di Posen. Secondo l'Assemblea nazionale di Francoforte, le aree di lingua tedesca della provincia prussiana avrebbero dovuto essere ammesse a far parte della Germania. La parte che doveva essere concessa ai polacchi divenne sempre più piccola nel tempo. Dopo la rivoluzione, tuttavia, venne ripristinata la vecchia situazione.
Nel Ducato di Brunswick, la rivoluzione del 1848/1849 portò a un governo parzialmente rinnovato, alla libertà di stampa e ad alcune ulteriori riforme. L'impulso alla rivoluzione del 1848 nel Brunswick venne principalmente da Berlino; il ducato inviò anche rappresentanti piuttosto moderati all'Assemblea nazionale di Francoforte.
A Dresda, capitale del Regno di Sassonia i manifestanti si riversarono nelle strade chiedendo al Re Federico Augusto II una riforma elettorale e maggiore giustizia sociale. Il governo schiacciò militarmente la rivolta con l'aiuto delle truppe inviate dalla Prussia, provocando la fuga di molti intellettuali tra cui il musicista Richard Wagner, che il 9 maggio fuggì a Weimar sotto la protezione di Franz Liszt per evitare l'arresto, riparando poi in Svizzera.

## Assemblea Nazionale Costituente
Sull'onda degli avvenimenti rivoluzionari del marzo 1848 a Francoforte sul Meno venne eletta una assemblea costituente, che si è riunita dal 18 maggio 1848 al 31 maggio 1849, per dare una costituzione e un assetto unitario alla Confederazione germanica creando uno stato unitario tedesco. L'assemblea costituente venne preceduta da un parlamento preliminare (in tedesco: Vorparlament) composto da 574 membri provenienti da tutti gli stati tedeschi, incluso l'impero austriaco. Le elezioni della Costituente si svolsero a suffragio universale diretto, sebbene le leggi elettorali e le modalità di voto subissero notevoli variazioni da stato a stato. Le elezioni sancirono la vittoria delle forze liberali e la sconfitta di quelle rivoluzionarie presenti maggiormente nella Germania sud-occidentale. Il 95% dei deputati, la maggior parte dei quali aveva frequentato studi giuridici all'università, era di estrazione borghese; molto numerosi i professori universitari tra i quali il filosofo Friedrich Wilhelm Carové.
L'Assemblea nazionale si riunì per la prima volta il 18 maggio 1848 nella Chiesa di San Paolo (Paulskirche) dedicando molto tempo alla discussione dei principi generali e a quella sui diritti umani fondamentali che dovevano essere garantiti nella nuova Germania unita, ma doveva anche decidere su problemi concreti più immediati, quali la natura del potere esecutivo e l'estensione territoriale della Germania unita.
Divisi tra sostenitori di una Grande Germania (Großdeutschland) ad egemonia austriaca e di una Piccola Germania (Kleindeutschland) ad egemonia prussiana, dopo il prevalere di quest'ultima ipotesi, venne offerta la corona imperiale a Federico Guglielmo IV di Prussia, il quale, contrario al principio della sovranità popolare, la rifiutò, ponendo così fine alle speranze di unificazione tedesca. Il tentativo di creare uno stato nazionale unificato e democratico fu violentemente represso nel luglio del 1849 dalle truppe prussiane e austriache. La rivoluzione di marzo finì in fallimento. I risultati della rivoluzione, tuttavia, non furono trascurabili, segnati dalla fine del feudalesimo e da un forte sviluppo della stampa e la primavera dei popoli del 1848 è anche considerata spesso essenziale per lo sviluppo del movimento operaio e del femminismo in Germania. Molte delle conquiste di questo stato tedesco sono sopravvissute: la Costituzione di Francoforte fu usata come modello in altri stati nei decenni a seguire e la legge elettorale fu usata quasi alla lettera nel 1867 per l'elezione del Reichstag della Confederazione della Germania settentrionale. La costituzione della Repubblica di Weimar traeva ispirazione dalla Costituzione di Francoforte e dopo la seconda guerra mondiale la Repubblica Federale tedesca e la Repubblica Democratica Tedesca si contesero l'eredità politica della rivoluzione tedesca del 1848.